# Raport juridic
Un raport juridic este un raport social realizat între una sau mai multe persoane fizice sau juridice reglementat de o normă juridică.

## Clasificare

### Raportul juridic abstract
Raportul juridic abstract este raportul juridic care face referire la un tip general de raport social (de exemplu, la un contract). Raportul juridic abstract are ca izvor normele juridice, principiile dreptului și uzanțele.

### Raportul juridic concret
Raportul juridic concret este raportul juridic ce face referire la un fapt juridic concret (de exemplu, contract de împrumut). Spre deosebire de raportul juridic abstract, principalul său izvor este reprezentat de faptele comise de părți ce produc efecte juridice.

## Conținut
Conținutul raportului juridic civil face referire la drepturile, obligațiile, și obiectul raportului juridic. Dreptul reprezintă latura activă a raportului, iar obligația cea pasivă (în funcție de subiectele raporturilor cărora le revin). În raportul juridic drepturile și obligațiile sunt interdependente, adică fiecărui drept îi corespunde o obligație corelativă.
Raportul juridic poate fi de două tipuri: simplu sau complex. Raportul juridic este simplu atunci când subiectul activ nu are decât drepturi, în timp ce cel pasiv nu are decât obligații corelate acestuia. Raportul juridic complex este acel raport în care atât subiectul activ cât și cel pasiv au drepturi și obligații unul față de celălalt.